# Elisabetta Montaldo
Elisabetta Montaldo (Genova, 6 febbraio 1950) è una costumista, artista e scrittrice italiana.

## Biografia
Elisabetta Montaldo ha studiato al Liceo Artistico a Roma nel 68, ha insegnato pittura a Nuoro dove ha dato vita al Movimento dei Murales in Sardegna; ha esposto ciclicamente le sue opere in una ventina di mostre personali dal 1990 al 2015 a Roma, Capri, Portofino ma particolarmente a Procida alla quale erano dedicate. 
È stata assistente costumista con Nanà Cecchi dal 1983, 1988 per lirica, teatro e cinema.
Come capo costumista ha lavorato in pubblicità con importanti registi come Giuseppe Tornatore, Patricia Murphy, Marco Brambilla Joe Pitka e Bigas Luna.
Nel cinema ha collaborato come costumista Marco Tullio Giordana, Giuliano Montaldo, Ettore Scola, Paolo Genovese, Milcho Mankewschi e altri dal 1989 al 2010.
Nella lirica ha lavorato per anni all’Arena di Verona, al Teatro Puccini di Torre del Lago e i suoi spettacoli-colossal con la regia di Giuliano Montaldo hanno girato il mondo.
Nel 2001 ha iniziato parallelamente la sua carriera di scrittrice con Il Mestiere di Costumista (Dino Audino Editore).
Figlia di Vera Pescarolo e Giuliano Montaldo, nipote di Vera Vergani e Leonardo Pescarolo ‘Posidonia’ è dedicato ai suoi nonni, il romanzo è in fase di ristampa e in restauro è l’unico film di Vera Vergani che uscirà in contemporanea con la Cineteca di Bologna.

## Riconoscimenti come costumista
- Nastri d'argento 1997 - Candidatura per i migliori costumi per Il figlio di Bakunin
- Nastri d'argento 2004 - Candidatura per i migliori costumi per La meglio gioventù
- David di Donatello 2001 - Migliori costumi per I cento passi
- David di Donatello 2004 - Candidatura per i migliori costumi per La meglio gioventù
- David di Donatello 2009 - Migliori costumi per I demoni di San Pietroburgo
- Ciak d'oro 2001 - Migliori costumi per I cento passi[1]
- Ciak d'oro 2004 - Migliori costumi per La meglio gioventù[2]
- Medaglia d'oro 2010 "Una vita per il cinema"

## Riconoscimenti letterari ed artistici
- Artista ospite Università di Vallekilde 1981
- Il Libro del Mare 2008 - Rafìla, Amerigo Vespucci
- Premio Procida Elsa Morante 2014 - Posidonia
- Fojer des Artistes 2016 - Premio alla carriera, Roma

## Filmografia
- Tempo di uccidere, regia di Giuliano Montaldo (1989)
- Mario, Maria e Mario, regia di Ettore Scola (1993)
- Pasolini, un delitto italiano, regia di Marco Tullio Giordana (1995)
- Ardena, regia di Luca Barbareschi (1997)
- Con rabbia e con amore, regia di Alfredo Angeli (1997)
- I cento passi, regia di Marco Tullio Giordana (2000)
- La meglio gioventù, regia di Marco Tullio Giordana (2003)
- Soraya - film TV (2003)
- Il siero della vanità, regia di Alex Infascelli (2004)
- Maigret: La trappola - film TV (2004)
- Maigret: L'ombra cinese - film TV (2004)
- Callas e Onassis - film TV (2005)
- Senki, regia di Milcho Manckewski (2007)
- I demoni di San Pietroburgo, regia di Giuliano Montaldo (2008)
- Amore che vieni, amore che vai, regia di Daniele Costantini (2008)
- Majki, regia di Milcho Manckewski (2010)
- L'industriale, regia di Giuliano Montaldo (2011)
- The Haunting of Helena, regia di Christian Bisceglia e Ascanio Malgarini (2012)
- Su re, regia di Giovanni Columbu (2012)
- Ti amo troppo per dirtelo - film TV (2014)

## Romanzi
- Rafìla, Dante&Descartes (2008)
- Posidonia, Il Melangolo (2015)
- Calipso, Baldini e Castoldi (2023)

## Saggi illustrati
- Procida, il giardino segreto CLEAN (2009)
- L’Oro del Mare, Dante & Descartes (2009)
- Procida, segni, sogni e storie di un’isola marinara
- La Procidana, una figura del presepe napoletano, Nutrimenti (2014)
- Procida Ispira, un’isola crocevia di culture
- Il Costume delle Procidane, Nutrimenti (2022)